# 年齡組織
臺灣原住民族的年齡組織是由聚落中男性子所組成的社會組織，通常與會所制度並存，是在環太平洋地區相當普存的社會制度。男子按照年齡分為各種不同階層，負責統籌規劃與執行聚落的各項事務。在臺灣原住民族中，卑南族與阿美族、鄒族、東部魯凱族和部分排灣族部落都有成人會所或年齡組織。

## 社會組織
人類學家普遍認為社會具有兩個系統的組織，一為以親屬系統所形成的組織如家族，氏族以及以親屬行爲而形成的種種制度，另一爲以政治系統所形成的組織，如部落組織，會所制度，年齡組織等。
在具有年齡組織的聚落社會中，男子將近成年時便開始進入聚落的會所接受各類知識、勞務、軍事學習與訓練，訓練時以2至5歲為一個年齡層級，共同居住生活與學習，並按照不同年齡層分擔不同類別的任務，主要肩負著軍事、行政與政治功能。會所制度的相關活動提供更廣泛的社會連結，也是社會組成與運作動力的重要來源之一，並藉著男性成員之間的凝聚力超越了血緣關係。由年齡階層所構成的組織是聚落政治的基礎，一切公共事務皆通過年齡階層組織而完成。年齡階層組織要在政治系統中的重要性如氏族制度之於親族社會。

## 年齡組織類型
卑南族與阿美族雖然都有會所制度，卻有明顯的差異。阿美族為「年齡組制」（age set system），成年禮是以「組」為晉升單位，「組」及「組名』的集體性是個人社會身分的重要基礎。卑南族為「年齡级制」（age grade system），雖有老人、青年、少年等階段之別，但是成年禮的舉行是以個人為單位，也沒有組名。阿美族部落不論其區域性的差異，都是屬於年齡組型，而別於卑南、大南魯凱的年齡級年齡組織。
阿美族因其人口多、分布廣，各聚落年齡階級可分為「襲名制」與「創名制」兩類型：襲名制度的年齡階級名稱，以花蓮南勢地區為主，固定使用延續下來的各階級名稱；創名制度以馬蘭等南部阿美族部落為主，以在會所受訓期間的重大事件為各階級名稱，像是1995年晉級的「拉原住民（layancumin）」是紀念1994年修憲將「山胞」正名為「原住民」；2001年的「拉馬亨亨（lamahengheng）」代表著當年度馬亨亨大道通車，顯示阿美族藉由年齡階級的創名方式，記憶部落重要紀事。

## 參看
- 馬賽人年齡組階級